# Seanan McGuire
Seanan McGuire (pronúncia do inglês: SHAWN-in; Martinez, 5 de janeiro de 1978) é uma escritora e filker norte-americana. McGuire é conhecida por seus romances de fantasia urbana. Ela usa o pseudônimo Mira Grant para escrever sobre ficção científica e terror; enquanto qu e o pseudônimo A. Deborah Baker é para escrever a obras de fantasia infantil "Up-and-Under".
Em 2010, ela recebeu o Prêmio John W. Campbell de Melhor Novo Escritor pela Convenção Mundial de Ficção Científica . Sua novela de 2016, Every Heart a Doorway, recebeu o Prêmio Nebula de Melhor Novela, o Prêmio Hugo, o Prêmio Locus e o Prêmio Alex.
Em 2013, McGuire recebeu um recorde de cinco indicações para o  Prêmio Hugo no total, duas por trabalhos como Grant e três em seu próprio nome. Ela escreveu vários personagens LGBT ao longo de sua carreira como escritora.

## Primeiros anos e educação
McGuire nasceu em 5 de janeiro de 1978, em Martinez, Califórnia. Seus pais estiveram separados durante a maior parte de sua infância e afirmaram que sua primeira infância foi difícil.
McGuire afirmou que sua mãe, Micki McGuire, tinha "custódia primária, dois outros filhos, sem dinheiro e um marido abusivo que tinha como alvo [ela]". Durante o verão, McGuire viajou com seu pai, um carnavalesco de origem cigana, uma experiência que ela descreveu como "correndo selvagem e sem restrições pelos campos agrícolas, construindo rodas-gigantes e vivendo de bolo de funil."
Aos nove anos de idade, McGuire foi diagnosticada com transtorno obsessivo-compulsivo.
McGuire frequentou a Universidade da Califórnia em Berkeley, onde estudou folclore e herpetologia.

## Carreira
Antes de se tornar escritora em tempo integral, McGuire trabalhou em uma organização de resgate de répteis.
McGuire publicou música filk, poesia, contos de ficção, ensaios e romances. A maioria segue temas de ficção especulativa de fantasia, ficção científica e terror. Sua primeira publicação foi uma contribuição para a antologia de poesia Speculon, de junho de 2002. Ela produziu o álbum musical Pretty Little Dead Girl em 2006  e publicou seu primeiro conto em The Edge of Propinquity em 2008. Em 2009, publicou seu primeiro romance, Rosemary and Rue, que resultou em sua série mais longa, com o 18º livro, The Innocent Sleep, publicado em 2023.
Em 2010, ela publicou Feed sob o pseudônimo de Mira Grant. Isso estabeleceu Seanan McGuire como escritora de fantasia urbana e seu pseudônimo Mira Grant como escritora de terror/ficção científica.
Em 2018, McGuire começou a escrever para a Marvel Comics. Ela é autora da série Spider-Gwen e contribuiu para diversas outras franquias.

## Obras publicadas

### Séries
- October Daye (em inglês)
- InCryptid (em inglês)
- Wayward Children (em inglês)
- Alchemical Journeys (em inglês)
- Ghost Roads (em inglês)
- Newsflesh, como Mira Grant (em inglês)
- Parasitology, como Mira Grant (em inglês)
- Up-and-Under, como A. Deborah Baker (em inglês)

### Tie-ins
- "The Wine in Dreams", novela incluída na antologia Star Wars: Canto Bight como Mira Grant (em inglês)
- Deadlands: Boneyard (em inglês)[13]
- Overwatch : Declassified - An Official History, 2023 (em inglês)

### Histórias em quadrinhos
- 2018-2019: Spider-Gwen: Ghost-Spider (em inglês)
- 2018: X-Men Black: Mystique (em inglês)
- 2019: Age of X-Man: The Amazing Nightcrawler (em inglês)
- 2019-2020: Ghost-Spider (em inglês)
- 2021: King In Black: Gwenom vs. Carnage (em inglês)
- 2023: Magic: Alma e Pedra (em inglês)

### Ficção curta
Os contos de McGuire foram publicados na Apex Magazine, Nightmare Magazine, Lightspeed Magazine e outras. Seus trabalhos aparecem em antologias editadas por Charlaine Harris, Jim Butcher e John Joseph Adams.
Ela publicou centenas de contos por conta própria. De 2008 a 2017, ela postou episódios da série Velveteen no LiveJournal com o apoio de patrocínios de fãs. Os links para suas séries October Daye e InCryptid estão disponíveis gratuitamente em seu site. Em 2016, ela lançou uma conta na plataforma Patreon para postar contos mensais para seus assinantes.

## Prêmios e indicações

### Obras literárias
McGuire detém o recorde de maior número de indicações ao Prêmio Hugo em um único ano, com cinco indicações em 2013. McGuire foi o primeiro autor a ganhar o Prêmio Alex da American Library Association por dois anos consecutivos. Ela foi indicada ao Prêmio Hugo de Melhor Série todos os anos desde seu início em 2017.
Em 2010, Feed foi reconhecido como #74 entre os 100 melhores romances de suspense de todos os tempos pela National Public Radio (NPR). Também foi reconhecido como os Melhores Livros da Publishers Weekly de 2010.
Em 2012, McGuire (como Mira Grant) foi incluída no Hall da Fama do Darrell Awards como a melhor ficção especulativa regional do Centro-Sul americano.
Locus inclui regularmente os livros Wayward Children em sua lista de final de ano das melhores novelas do ano, incluindo Every Heart a Doorway (2016), Down Among the Sticks and Bones (2017), Come Tumbling Down (2020), e Lost in the Moment and Found (2023).
| Ano  | Trabalho                                                                        | Prêmio                                                                    | Resultado | Ref                  |
| ---- | ------------------------------------------------------------------------------- | ------------------------------------------------------------------------- | --------- | -------------------- |
| 2010 | N/A                                                                             | John W. Campbell Award for Best New Writer                                | Venceu    | [ 24 ] [ 25 ] [ 26 ] |
| 2010 | Feed (como Mira Grant)                                                          | Prêmio Romantic Times Reviewers’ Choice para romance de ficção científica | Indicado  | [ 27 ]               |
| 2010 | Feed (como Mira Grant)                                                          | Prêmio Shirley Jackson de romance                                         | Indicado  | [ 28 ]               |
| 2011 | Deadline (como Mira Grant)                                                      | Philip K. Dick Award                                                      | Indicado  | [ 29 ]               |
| 2011 | Feed (como Mira Grant)                                                          | Prêmio Audie de Ficção Científica                                         | Indicado  | [ 30 ]               |
| 2011 | Feed (como Mira Grant)                                                          | Prêmio Hugo de Melhor Romance                                             | Indicado  | [ 31 ] [ 32 ] [ 33 ] |
| 2011 | Feed (como Mira Grant)                                                          | Philip K. Dick Award                                                      | Indicado  | [ 34 ]               |
| 2012 | "Countdown" (como Mira Grant)                                                   | Prêmio Hugo de Melhor Novela                                              | Indicado  | [ 35 ] [ 36 ]        |
| 2012 | Blackout (como Mira Grant)                                                      | Escolha dos revisores do Romantic Times para romance de ficção científica | Indicado  | [ 37 ]               |
| 2012 | Deadline (como Mira Grant)                                                      | Prêmio Hugo de Melhor Novela                                              | Indicado  | [ 35 ] [ 36 ] [ 38 ] |
| 2012 | SF Squeecast                                                                    | Hugo Award for Best Fancast                                               | Venceu    | [ 35 ] [ 36 ]        |
| 2012 | Wicked Girls                                                                    | Prêmio Hugo de Melhor Fancast                                             | Indicado  | [ 35 ] [ 36 ]        |
| 2013 | "In Sea-Salt Tears"                                                             | Prêmio Hugo de Melhor Novela                                              | Indicado  | [ 15 ] [ 39 ]        |
| 2013 | "Rat-Catcher"                                                                   | Prêmio Hugo de Melhor Novela                                              | Indicado  | [ 15 ] [ 39 ]        |
| 2013 | "San Diego 2014: The Last Stand of the California Browncoats" (como Mira Grant) | Prêmio Hugo de Melhor Romance                                             | Indicado  | [ 15 ] [ 39 ]        |
| 2013 | Blackout (como Mira Grant)                                                      | Prêmio Hugo de Melhor Romance                                             | Indicado  | [ 15 ] [ 40 ] [ 41 ] |
| 2013 | SF Squeecast                                                                    | Prêmio Hugo de Melhor Fancast                                             | Venceu    | [ 15 ]               |
| 2014 | Parasite (como Mira Grant)                                                      | Hugo Award for Best Novel                                                 | Indicado  | [ 42 ] [ 43 ]        |
| 2015 | “Each to Each”                                                                  | Prêmio Otherwise                                                          | Honraria  | [ 44 ]               |
| 2016 | Every Heart a Doorway                                                           | Prêmio Nebula de Melhor Novela                                            | Venceu    | [ 45 ] [ 46 ]        |
| 2016 | Every Heart a Doorway                                                           | Prêmio Tiptree                                                            | Honraria  | [ 47 ]               |
| 2017 | Dusk or Dark or Dawn or Day                                                     | Prêmio Escolha dos Revisores do Romantic Times para Fantasia              | Indicado  | [ 48 ]               |
| 2017 | Every Heart a Doorway                                                           | Prêmio Alex                                                               | Venceu    | [ 49 ]               |
| 2017 | Every Heart a Doorway                                                           | Prêmio Britânico de Fantasia de Melhor Novela                             | Indicado  | [ 50 ]               |
| 2017 | Every Heart a Doorway                                                           | Prêmio Hugo de Melhor Novela                                              | Venceu    | [ 51 ] [ 52 ]        |
| 2017 | Every Heart a Doorway                                                           | Prêmio Locus de Melhor Novela                                             | Venceu    | [ 53 ]               |
| 2017 | Every Heart a Doorway                                                           | Prêmio World Fantasy de Melhor Novela                                     | Indicado  | [ 54 ]               |
| 2017 | October Daye                                                                    | Prêmio Hugo de Melhor Série                                               | Indicado  | [ 51 ]               |
| 2018 | “The Mathematical Inevitability of Corvids”                                     | Prêmio Locus de Melhor Noveleta                                           | Indicado  | [ 55 ]               |
| 2018 | Down Among the Sticks and Bones                                                 | Prêmio Alex                                                               | Venceu    | [ 56 ] [ 57 ]        |
| 2018 | Down Among the Sticks and Bones                                                 | Prêmio Hugo de Melhor Novela                                              | Indicado  | [ 58 ] [ 59 ]        |
| 2018 | Down Among the Sticks and Bones                                                 | Prêmio Locus de Melhor Novela                                             | Indicado  | [ 55 ]               |
| 2018 | Down Among the Sticks and Bones                                                 | Prêmio RUSA de Fantasia                                                   | Venceu    | [ 60 ]               |
| 2018 | Every Heart a Doorway                                                           | Prêmio Geffen de Melhor Livro de Fantasia Traduzido                       | Indicado  | [ 61 ]               |
| 2018 | InCryptid                                                                       | Prêmio Hugo de Melhor Série                                               | Indicado  | [ 59 ]               |
| 2019 | “Any Way the Wind Blows"                                                        | Prêmio Sidewise para formato curto                                        | Indicado  | [ 62 ]               |
| 2019 | Beneath the Sugar Sky                                                           | Prêmio Booktube SFF para Trabalho Curto                                   | Indicado  | [ 63 ]               |
| 2019 | Beneath the Sugar Sky                                                           | Prêmio Hugo de Melhor Novela                                              | Indicado  | [ 64 ] [ 65 ]        |
| 2019 | Beneath the Sugar Sky                                                           | Prêmio World Fantasy de Melhor Novela                                     | Indicado  | [ 66 ] [ 67 ]        |
| 2019 | October Daye                                                                    | Prêmio Hugo de Melhor Série                                               | Indicado  | [ 64 ] [ 65 ]        |
| 2020 | In an Absent Dream                                                              | Prêmio Hugo de Melhor Novela                                              | Indicado  | [ 68 ] [ 69 ]        |
| 2020 | In an Absent Dream                                                              | Prêmio World de Melhor Novela                                             | Indicado  | [ 70 ]               |
| 2020 | InCryptid                                                                       | Prêmio Hugo de Melhor Série                                               | Indicado  | [ 68 ] [ 69 ]        |
| 2020 | The Girl in the Green Silk Gown                                                 | Prêmio Endeavour                                                          | Indicado  | [ 71 ]               |
| 2020 | Middlegame                                                                      | Prêmio Endeavour                                                          | Indicado  | [ 72 ]               |
| 2020 | Middlegame                                                                      | Prêmio Hugo de Melhor Romance                                             | Indicado  | [ 68 ] [ 69 ]        |
| 2020 | Middlegame                                                                      | Prêmio Locus de Melhor Romance de Fantasia                                | Venceu    | [ 73 ]               |
| 2020 | Middlegame                                                                      | Prêmio Alex                                                               | Venceu    | [ 74 ]               |
| 2021 | “Treatment Plan”                                                                | Prêmio Emeka Walter Dinjos para Escritores com Deficiência                | Indicado  | [ 75 ]               |
| 2021 | Calculated Risks                                                                | Prêmio Award                                                              | Indicado  | [ 76 ]               |
| 2021 | Come Tumbling Down                                                              | Prêmio Hugo de Melhor Novela                                              | Indicado  | [ 77 ] [ 78 ]        |
| 2021 | Come Tumbling Down                                                              | Prêmio Locus de Melhor Novela                                             | Indicado  | [ 79 ]               |
| 2021 | Ghost-Spider Vol. 1: Dog Days Are Over                                          | Prêmio Hugo de Melhor História em Quadrinhos                              | Indicado  | [ 77 ] [ 78 ]        |
| 2021 | October Daye                                                                    | Prêmio Hugo de Melhor Série                                               | Indicado  | [ 77 ] [ 78 ]        |
| 2022 | "Tangles" (Magic: The Gathering)                                                | Prêmio Hugo de Melhor Conto                                               | Indicado  | [ 80 ] [ 81 ]        |
| 2022 | Across the Green Grass Fields                                                   | Prêmio Hugo de Melhor Novela                                              | Indicado  | [ 80 ] [ 81 ] [ 82 ] |
| 2022 | Be the Serpent                                                                  | Prêmio Endeavour                                                          | Indicado  | [ 83 ]               |
| 2022 | Small Gods                                                                      | Prêmio Hugo de Melhor Fanzine                                             | Venceu    | [ 80 ]               |
| 2022 | Wayward Children                                                                | Prêmio Hugo de Melhor Série                                               | Venceu    | [ 80 ] [ 81 ]        |
| 2023 | “In Mercy, Rain"                                                                | Prêmio Locus para Melhor Noveleta                                         | Indicado  | [ 84 ]               |
| 2023 | October Daye                                                                    | Prêmio Hugo de Melhor Série                                               | Indicado  |                      |
| 2023 | Where the Drowned Girls Go                                                      | Prêmio Hugo de Melhor Novela                                              | Venceu    | [ 85 ] [ 86 ]        |
| 2024 | October Daye                                                                    | Prêmio Hugo de Melhor Série                                               | Indicado  | [ 87 ]               |

### Prêmios Filk
Prêmio Pegasus foi apresentado no Ohio Valley Filk Festival.
| Ano  | Prêmio                        | Trabalho                                          | Resultado |
| ---- | ----------------------------- | ------------------------------------------------- | --------- |
| 2005 | Melhor Escritor/Compositor    | N / D                                             | Indicado  |
| 2006 | Melhor Escritor/Compositor    | N / D                                             | Indicado  |
| 2006 | Melhor Canção da Tocha        | "Maybe It's Crazy"                                | Indicado  |
| 2007 | Melhor Intérprete             | N / D                                             | Venceu    |
| 2008 | Melhor Escritor/Compositor    | N / D                                             | Venceu    |
| 2008 | Melhor Canção de Tragédia     | "The Black Death"                                 | Indicado  |
| 2010 | Melhor Canção Inusitada       | "What a Woman's For"                              | Venceu    |
| 2011 | Melhor Canção Filk            | "Wicked Girls"                                    | Venceu    |
| 2011 | Canção Mais Alucinante        | "Evil Laugh"                                      | Venceu    |
| 2012 | Melhor Canção Filk            | "My Story Is Not Done"                            | Indicado  |
| 2015 | Melhor Canção Filk            | "My Story Is Not Done"                            | Venceu    |
| 2018 | Melhor Canção de Terror       | "Dear Gina"                                       | Venceu    |
| 2021 | Melhor Canção Inusitada       | "Maybe it's Crazy"                                | Indicado  |
| 2021 | Melhor Canção para se Alegrar | "Dear Seanan" (com Erin Bellavia e Merav Hoffman) | Indicado  |

## Vida pessoal
McGuire foi diagnosticada com autismo em 2020 e tem transtorno de déficit de atenção e hiperatividade. Ela se identifica como pansexual, bissexual, e semissexual.
McGuire mora no estado de Washington.